# Eupithecia dolia
Eupithecia dolia är en fjärilsart som beskrevs av Reginald James West 1929.
Eupithecia dolia ingår i släktet Eupithecia och familjen mätare. Inga underarter finns listade i Catalogue of Life.